# 滝沢清隆
滝沢清隆（たきざわ きよたか、1966年3月14日 - ）は、日本の元俳優。本名、滝澤清隆。東京都品川区出身。

## 来歴
高校在学中に入った東京宝映テレビで、劇団フジの定期公演の舞台に立つ。その後、東映演技研修所23期生に合格し入所。卒業後はタレント部に所属して、東映制作のテレビドラマ、映画等に端役で多数出演した。

## 出演作品

### 映画
- 「乱」（1985年、東宝）
- 「海と毒薬」（1986年、日本ヘラルド） - 青年将校役
- 「極道渡世の素敵な面々」（1988年、東映）
- 「オルゴール」（1989年、東映）
- 「はぐれ刑事純情派#劇場版」（1989年、東映）- 警官役
- 「公園通りの猫たち」（1989年、東映）
- 「さらば愛しのやくざ」（1990年、東映）
- 「ゴールドラッシュ」（1990年、東映）
- 「病院へ行こう」（1990年、東映） - 救急隊員役 ※ポスターのみ

### テレビドラマ
- スクール☆ウォーズ（1984年、TBS）
- 青い瞳の聖ライフ（1985年、CX)
- ポニーテールはふり向かない（1986年、TBS）
- 仮面ライダーBLACK RX（1989年、MBS）
  - 第19話「恐怖の人工太陽」- サラリーマン役
- 高速戦隊ターボレンジャー（1989年、ANB）
  - 第7話「恋人を食べる暴魔獣!」 - アベック役
  - 第19話「激突!魔兄弟」 - カップル役
- 魔法少女ちゅうかないぱねま!（1989年、CX）
  - 第19話「フィクション王国」 - 鞍馬天狗役
  - 第20話「在原業平の陰謀」 - 平安貴族C役
- 機動刑事ジバン（1989年、ANB）
  - 第27話「愛するわが子は悪魔の子」 - 秘書官役
  - 第45話「恐怖の人間スルメ作戦！」 - 結婚式の新郎役
- 火曜サスペンス劇場（1989年、NTV）
  - 六月の花嫁シリーズ「婚約解消殺人事件」
- はぐれ刑事純情派 第2シリーズ（1989年、ANB）
  - 第21話「過去を盗んだ男」 - 大久保正明の青年時役
- 乱歩賞作家サスペンスいとしのエリーをもう一度（1989年、KTV）
- 火曜スーパーワイド（1989年、ANB）
  - 「L特急あさま信濃路殺人事件」- 自動車整備士役
- さすらい刑事旅情編 Ⅱ（1989年 - 1990年、ANB）
  - 第11話「湯煙り伊豆に消えた美人留学生」 - 駅員役
  - 第18話「殺意の伝言ダイヤル・女子大生の完全犯罪」 - 社員B役
- HOTEL第1シリーズ（1990年、TBS）
  - 第1話「スイートルームの客が」-プラトンホテルマン役
  - スペシャル'90秋「姉さん事件です!」- 記者役
- 特警ウインスペクター（1990年、ANB）
  - 第23話「父のマンガはがき」- ハイキングの若者役
- 土曜ワイド劇場
- 密会の宿（1989年、ANB）
  - 第5作「家元争いの陰に女たちの艶やかな謀略が舞う 殺人は月明かりの稽古場で」
- 西村京太郎トラベルミステリー（1990年 - 1991、ANB）
  - 「山陽・東海道殺人ルート」
  - 「L特急踊り子号殺人事件」
- 美少女仮面ポワトリン（1990年、CX）
  - 第11話「ザ・恐怖の紡績工場」 - ウェイター役
  - 第40話「おまじない博士のグッズ」 - カップルの男･トオル役
- 特救指令ソルブレイン（1991年、ANB）
  - 第27話「お話し植物の秘密」 - ガードマンB役
- 不思議少女ナイルなトトメス（1991年、CX）
  - 第26話「宝石の実のなる樹」- 乳搾りの牧童役
- 太平記（1991年、NHK）
  - 第24回「新政」 - 若い公家役
- 鳥人戦隊ジェットマン（1991年、ANB）
  - 第1話「戦士を探せ」 - スカイフォース隊員役
  - 第8話「笑うダイヤ」 - カップル役

### Ｖシネマ
- 女バトルコップ（1990年、東映ビデオ） - 研究員役
- カルロス（1991年、東映ビデオ） - 刑事役